# بندار
بندار أو پـِنداروس (باليونانية: Πίνδαρος) (ولد على الأرجح في 522 ق.م. في قرية سينوسى-فالاس في مقاطعة بيوسيا Cinoscéfalas, Beocia، ومات في 443 ق.م. في آرغوس) هو شاعر غنائي يوناني، وهو من بين الشعراء الغنائيين التسعة المشهورين في اليونان القديمة.

## النشأة
يعود أصل بندار إلى أسرة من طيبة اليونانية تعود بأصلها إلى أبعد العصور البدائية، وتدعي أنها تضم الكثير من الأبطال القدامى الذين خلد ذكرهم في شعره. وقد أورثه عمه، وهو موسيقي يجيد النفخ في الناي، كثيرًا من حب الموسيقى، وشيئًا من براعته فيها، وأرسله أبوه إلى أثينا ليستزيد من هذا الفن، وفيها علمه لاسوس، وأغاثقلس تآليفه الغنائية الجماعية.

## شعره
لقد كان شعر بندار شعراً متقناً محبوكاً، معقداً ملتوياً، لا يقل في هذه الصفات كلها عن نثر تاسيتوس، وكتبه لها بلهجة خاصة به مصطنعة تعّمد أن يجعلها كلغة الأقدمين، وبأوزان متقنة دقيقة إلى درجة لم يُعن معها أحد الشعراء بأن يحذو حذوه، ومتنوعة تنوعاً لا نجد معه إلا أغنيتين من بين أغانيه الأربع والخمسين ذوات وزن واحد. وشعره غامض المعنى رغم سذاجة تفكيره، وقد بلغ هذا الغموض حداً يضطر معه النُحاة إلى قضاء حياتهم كلها يحاولون حل تراكيبه الشبيهة بتراكيب اللغات التيوتونية، ثم لا يجدون بعد هذا العناء إلا عبارات طنانة جوفاء. وإذا كان بعض الطلعاء من العلماء لا يزالون يقبلون على قراءة شعره رغم هذه العيوب، ورغم جموده وتمسكه الشديد بالشكليات واصطناعه التشبيهات المنتفخة، وإثقال شعره بالأساطير المملة، إذ كان بعضهم لا يزالون على قراءته رغم هذا كله فما ذلك إلا لما فيه من قصص واضحة تتابع حوادثه سراعاً، ولإخلاصه في مبادئه الأخلاقية، ولروعة لغته التي ترفع أتفه الموضوعات إلى سماء العظمة، وإن كانت لا تحتفظ بمكانها فيها إلا زمناً قصيراً.

### الشعر الغنائي عند بندار
ورث بندار الصيغة الغنائية من العصر الفلسفي الذي سبقه، وأعاد بلورتها بالفخامة المسرحية، ولم يلبث الشعر من بعده أن تخطى حدوده التقليدية وجمع في المسرحيات الديونيسية بين الدين والموسيقى والرقص لكي يصبح أعظم أداة من الأدوات السابقة للتعبير عن فخامة العصر الذهبي وعواطفه الجياشة. ثم عاد إلى طيبة قبل أن يتم العقد الثاني من عمره أي قبل عام 502 ق.م، وأخذ يدرس مع الشاعرة كورينا. وقد تبارى معها خمس مرات في الغناء أمام الجماهير وتغلبت عليه في المرات الخمس، ولكن كورينا كانت جميلة تسر الناظرين، والمحكمين كانوا رجالاً. وكان بندار يسميها خنزيرة، ويسمي سمنيدس غراباً، ويسمي نفسه نسراً. لكن شهرته رغم عيبه هذا قد ازدادت إلى حد جعل أبناء بلده يخترعون قصة يقولون فيها إنه بينما كان الشاعر نائماً في الحقل يوماً إذ حطت بضع نحلات على شفتيه وخلفت عليهما شهدها. ولم يلبث أن كلف بإنشاء قصائد، يكافأ عليها بسخاء، في مدح الأمراء والأثرياء، واستضافته الأسر النبيلة في رودس وتندوس وكورنثة وأثينا، وأقام وقتاً ما في بلاط الإسكندر الأول المقدوني وتيرون الأكرغاسي وهيرون الأول ملك سرقوسة، وكان فيها كلها شاعر هؤلاء الملوك.
وكان عادة يؤجر أغانيه مقدماً، كما لو أن مدينة في أيامنا هذه قد كلفت مؤلفاً موسيقياً أن يكرمها بتأليف قطعة غنائية تنشدها إحدى الفرق ويرقص على أنغامها الراقصون، ويتولى هو تنظيم الغناء والرقص. ولما عاد بندار إلى طيبة حوالي السنة الرابعة والأربعين من عمره، حيته المدينة وعدته أعظم هدية أهدتها بؤوتية إلى بلاد اليونان.
أخذ بندار يعمل بجد في تلحين كل قصيدة من قصائده، وكثيراً ما كان يدرب المغنين على غنائها. وكتب ترانيم وأناشيد نصر للآلهة، وأغاني خمرية تغنى في أعياد الاله ديونيزيوس، وأناشيد للعذارى تغنيها الفتيات، ومديحاً للمشهورين من العظماء، وأغاني للموائد، ومراثي للجنائز، وأغاني للنصر ينشدها الفائزون في المباريات الأثينية الاولمبية. ولم يبق من هذه كلها إلا خمس وأربعون أغنية سميت باسم الألعاب التي تتغنى بمديح أبطالها. وليس لدينا من هذه الأغاني الخمس والأربعين إلا ألفاظها، أما موسيقاها فلم يبق منها أثر.
ونحن إذا شئنا أن نحكم عليها كنا في وضع شبيه بوضع مؤرخ في مستقبل الزمان لديه نصوص مسرحيات تلحينية للموسيقار فاغنر وليس لديه شيء من موسيقاها فحكم بأن فاغنر هذا شاعر وليس مؤلفاً موسيقياً، ثم قدره مستنداً إلى الألفاظ التي كانت في وقت ما تصاحب ألحانه. أو كان عالماً صينياً لا يعرف شيئاً عن القصص المسيحي يقرأ ذات مساء في ترجمة ركيكة عشر تراتيل من وضع باخ نزعت عنها موسيقاها ومراسمها الدينية. على هذا النحو يكون حكمنا على بندار من آثاره، فنحن إذا قرأنا أغانيه اليوم، أغنية بعد أغنية في سكون حجرة المكتب حكمنا أنه لا يماثلها شعر آخر في عصر اليونان الذهبي في بعث السآمة والكآبة.
وليس في وسعنا أن نشرح تكوين هذه القصائد إلا بتشبيه كل منها بقطعة موسيقية، فلقد كان بندار يرى ما يراه سمنيدس وبقليدس وهو أن القالب الذي تصب فيه أغنية النصر قالب محتوم لا مفر منه شأنه في هذا شأن النغم الموسيقي الذي يوضع لمغن واحد ولآلة موسيقية واحدة في الأغاني الأوربية الحديثة. وكان يبدأ أولاً بإيراد موضوع الأغنية - وهو اسم اللاعب الذي نال الجائزة وقصته، أو اسم الشريف الذي فازت جياده في مباراة جر العربات. ويشيد بندار في العادة «بحكمة الإنسان وجماله واتساع شهرته». فهو في واقع الأمر لم يكن يهتم كثيراً بالموضوع الأصيل الذي يعرض له، بل كان يتغنى بمدح العدائين والمحاظي والملوك، ولم يكن يتردد في الرضاء بأن يتخذ أي طاغية يهبه المال مسرعاً نصيراً له وقديساً إذا ما أعانه على ذلك خياله الخصب وشعره المعقد الذي كان موضعاً لزهوه.
ولم يكن يستنكف أن يتخذ أي شيء موضوعاً لقصائده سواء كان سباق البغال أو مجد الحضارة اليونانية على اختلاف أنواعها وفي كل مكان انتشرت فيه. وكان وفياً لطيبة، ولم يكن أكثر إلهاماً وتوفيقاً من وحي دلفي حين دافع عن حيادها في الحرب الفارسية، ثم استحى فيما بعد من غلطته هذه، وخرج عن مألوف عادته، وأثنى على زعيمة الدفاع اليوناني ووصفها بأنها «أثينا الذائعة الصيت، الغنية، المتوجة بالبنفسج، الجديرة بأن يتغنى بمدحها الشعراء، حصن هلاس الحصين، والمدينة التي تحميها الآلهة». ويقال إن الأثينيين وهبوه خمسة آلاف درخمة (10.000 دولار أمريكي) مكافأة له على القصيدة التي وردت فيها هذه الأبيات، وتقول رواية أخرى أقل جدارة بالثقة من هذه إن مدينة طيبة فرضت عليه غرامة جزاء له على ما فيها من تعنيف خفي، وإن أثينا أدت عنه هذه الغرامة.
الجزء الثاني من أغاني بندار يتكون من مختارات من الأساطير اليونانية. وفي هذا أسرف بندار إسرافاً لا يشجع الإنسان على متابعة قراءته. وقد شكا من ذلك كورينا فقال أنه: «كان يبذر بالزكيبة لا باليد». وقد كانت للآلهة عنده مكانة عالية، فكان يعظمها ويستمد منها معظم موضوعاته. وكان الشاعر المحبب لكهنة دلفي، وقد حصل منهم في حياته على مزايا كثيرة، ولما مات كرمت روحه بأن دعيت إلى أن تنال نصيبها من باكورة الفاكهة التي تقدم في ضريح أبلو. وكان آخر من دافع عن الدين القويم، وإنَّ إسكلس على تقواه ليبدو إذا قورن به رجلاً زنديقاً. ولو أن بندار اطلع على قصيدة بروميثيوس المحرر ورأى ما فيها من تجديف في حق الآلهة لروعه هذا أشد الترويع. وهو يسمو أحياناً في فكرته عن زيوس إلى ما يقرب من التوحيد كقوله فيه: «المسيطر على كل شيء والمطلع على كل شيء».

### الشعر الديني عند بندار
وهو يؤمن بالطقوس الغامضة الخفية ويرجو كما يرجو أورفيوس أن يكون مقره الجنة. وينادي بأن الروح البشرية من أصل إلهي وأن مآلها إلهي. وقد وصف يوم الحساب والجنة والنار وصفاً يعد من أقدم أوصافها فقال: «وبعد الموت مباشرة تعاقب الروح الخارجة على القانون، وينظر في الخطايا التي ارتكبت في مملكة زيوس واحدٌ يصدر فيها أحكامه الصارمة التي لا تنقص، وفي ضياء الشمس الجميل يقيم المتقون لا فرق بين أيامهم ولياليهم في بهجتها وبهائها، ولا يفعلون ما كانوا يفعلونه في الأيام الخالية، يكدحون كدحاً كئوداً في حرث الأرض وإثارتها ليحصلوا على حاجاتهم الباطلة، أو يخوضون بسفنهم عباب البحر، بل يقيمون في نعيم دائم مع الآلهة العظام ويقضون معهم حياة خالية من الأحزان، يستمتعون فيها بسرور جزاء لهم على ما حفظوا من عهودهم على ظهر الأرض. وعلى بعد منهم نرى فريقاً آخر يقاسون ألوان العذاب ويقبعون في دياجير مظلمة لا ينفذ فيها البصر».

## فلسفة بندار
كان القسم الثالث والأخير في أغاني بندار يتألف عادة من نصيحة خلقية. وليس من حقنا أن ننتظر منه في هذا القسم فلسفة عميقة؛ وذلك أن بندار لم يكن من أبناء أثينا، وأكبر الظن أنه لم يلق في حياته سوفسطائياً، ولم يقرأ لأحد من السوفسطائيين شيئاً، بل كان يوجه قواه العقلية بأجمعها إلى فنه، فلم تبق لديه قدرة على التفكير المبتكر الأصيل؛ وكان يكتفي بأن يستحث الرياضيين الفائزين، أو الأمراء الحاكمين، على أن يكونوا متواضعين يجلون الآلهة، ويوقرون بني جنسهم، ويحترمون أنفسهم. وكان ما بين الحين والحين يمزج اللوم بالمديح، وبلغ من الجرأة أن حذر هيرون ذات مرة عاقبة الشره. ولكنه لم يحاجز نفسه عن أن يقول كلمة طيبة في حق المال أخبث الطيبات كلها وأحبها إلى قلوب الناس. وكان يمقت الثوريين الصقليين، وقد حذرهم من عاقبة أمرهم بألفاظ لا تكاد تختلف عن ألفاظ كنفوشيوس: «إن من أسهل الأشياء حتى على الضعفاء أن يقوضوا مدينةً من أساسها؛ أما إعادتها إلى مكانها بعد تدميرها فتتطلب جهوداً مضنية وكفاحاً مريراً».
وكان يحب في أثينا ديموقراطيتها المعتدلة بعد سلاميس؛ ولكنه كان يعتقد مخلصاً أن الأرستقراطية أقل أنواع الحكم ضرراً. ذلك بأنه كان يرى أن الكفاية متأصلة في الدم، لا تكتسب بالتعليم، وتنزع إلى الظهور في الأسرة التي ظهرت فيها من قبل. والدم الطيب وحده هو الذي يهيئ الخلق إلى القيام بالأعمال النادرة التي تجعل الحياة كريمة جديرة بأن يحياها الإنسان. «ما أقصر الحياة! أي شيء نكونه وأي شيء لا نكونه؟ الإنسان حلم يحوم حول خيال؛ أما إذا نزل عليه بهاء من قبل أحد الأرباب فإن هالة من المجد تحيط به وتصبح حياته حلوة ممتعة». ولم يكن بندار محبباً إلى الجماهير في أثناء حياته، وسيظل بضعة قرون يستمتع بما يستمتع به من خلود لا حياة فيه أولئك الكتاب الذين يشيد الناس كلهم بذكرهم، ولا يقرأ أحد كتاباتهم.
لقد كان يطلب من العالم أن يقف عن الحركة في الوقت الذي كان يتحرك فيه إلى الأمام، ومن أجل هذا خلفه العالم وراءه، حتى ليبدو أكبر سناً من ألكمان وإن كان أصغر من إسكلس.

## النهاية
عاش بندار حتى بلغ الثمانين من العمر، متحصناً في طيبة من اضطراب التفكير الأثيني، وقد تغنى بذلك في شعره فقال:
«ما أحب موطن الإنسان إلى قلبه، وما أعز رفاقه وأقاربه، يعيش بينهم قانعاً راضياً. أما الحمقى فيحبون الأشياء الفانية». ويقال إنه قبل أن ينصرم أجله بعشرة أيام أرسل إلى مهبط وحي أمون يسأله: «ما أحسن الأشياء للإنسان؟» فكان جواب الوحي في مصر كجواب الوحي في بلاد اليونان «الموت».
وأقامت أثينا تمثالاً له أنفقت عليه من الأموال العامة، ونقش أهل رودس أغنيته الأولمبية السابعة - التي يمدح فيها جزيرتهم - بحروف من ذهب على جدار هيكل من هياكل الجزيرة. ولما أن أمر الإسكندر الأكبر بإحراق طيبة الثائرة ودك أبنيتها في عام 335، حذر جنوده أن يمسوا بسوء البيت الذي عاش فيه بندار ولقي فيه ربه.

## روابط خارجية
- بندار على موقع الموسوعة البريطانية (الإنجليزية)
- بندار على موقع ميوزك برينز (الإنجليزية)
- بندار على موقع ديسكوغز (الإنجليزية)